# Wyspy Świętego Tomasza i Książęca na Letnich Igrzyskach Paraolimpijskich 2016
Wyspy Świętego Tomasza i Książęca na Letnich Igrzyskach Paraolimpijskich 2016 w Rio de Janeiro reprezentował jeden sportowiec. Był to debiut reprezentacji tego kraju na igrzyskach paraolimpijskich.
Chorążym reprezentacji podczas ceremonii otwarcia igrzysk był Alex Anjos.

## Wyniki

### Lekkoatletyka
| Zawodnik   | Konkurencja            | Eliminacje | Eliminacje | Finał    | Finał   | Źródło |
| Zawodnik   | Konkurencja            | Rezultat   | Miejsce    | Rezultat | Miejsce | Źródło |
| ---------- | ---------------------- | ---------- | ---------- | -------- | ------- | ------ |
| Alex Anjos | bieg na 100 metrów T47 | DNS        | DNS        | DNS      | DNS     | [ 3 ]  |
| Alex Anjos | bieg na 400 metrów T47 | 50,94      | 3          | NQ       | NQ      | [ 4 ]  |